# Lliga espanyola d'hoquei sobre patins masculina 1978-1979
La desena edició de la Lliga espanyola d'hoquei patins masculina, denominada en el seu moment Divisió d'Honor, finalitzà l'11 d'abril de 1979. Es va proclamar campió de lliga el FC Barcelona i van descendir directament el Caldes i el Vilanova.

## Participants
| - FC BARCELONA - REUS DEPORTIU - HC SENTMENAT - CP CIBELES - CERDANYOLA CH - CE ARENYS DE MUNT - CH CALDES | - CP VOLTREGÀ - CP VILANOVA - CP VIC - TERRASSA - AA NOIA - CP MIERES - CN REUS PLOMS |

## Llegenda
| Pts = Punts totals PJ = Partits jugats PG = Partits guanyats PE = Partits empatats PP = Partits perduts GF = Gols a favor |  | GC = Gols en contra DG = Diferència de gols (GF-GC) Ressaltat en verd = Equip campió de lliga. Ressaltat en blau = Equip que promociona per la permanència. Ressaltat en vermell = Equip descendent de categoria. |  |  |

## Fase Regular

### Classificació
| Pos | Equip             | Pts | PJ | PG | PE | PP | GF  | GC  | DG  |
| --- | ----------------- | --- | -- | -- | -- | -- | --- | --- | --- |
| 1   | FC Barcelona      | 40  | 26 | 18 | 4  | 4  | 125 | 78  | +47 |
| 2   | Reus Deportiu     | 39* | 26 | 18 | 3  | 5  | 156 | 76  | +80 |
| 3   | HC Sentmenat      | 34  | 26 | 16 | 2  | 8  | 152 | 131 | +21 |
| 4   | CP Vic            | 29  | 26 | 13 | 3  | 10 | 118 | 109 | +9  |
| 5   | Cerdanyola CH     | 27  | 26 | 13 | 1  | 12 | 99  | 97  | +2  |
| 6   | CP Cibeles        | 27  | 26 | 11 | 5  | 10 | 92  | 96  | -4  |
| 7   | CP Voltregà       | 24  | 26 | 9  | 6  | 11 | 111 | 120 | -9  |
| 8   | CN Reus Ploms     | 24  | 26 | 10 | 4  | 12 | 95  | 97  | -2  |
| 9   | CE Arenys de Munt | 23  | 26 | 10 | 3  | 13 | 103 | 125 | -22 |
| 10  | AA Noia           | 22  | 26 | 8  | 6  | 12 | 112 | 111 | +1  |
| 11  | Terrassa          | 22  | 26 | 10 | 2  | 14 | 110 | 116 | -6  |
| 12  | CP Mieres         | 20  | 26 | 6  | 8  | 12 | 103 | 139 | -36 |
| 13  | CP Vilanova       | 17  | 26 | 7  | 3  | 16 | 95  | 123 | -28 |
| 14  | CH Caldes         | 16  | 26 | 6  | 4  | 16 | 113 | 156 | -43 |

*El Reus Deportiu va ser sancionat amb un punt després de no presentar-se a la represa del partit de l'última jornada contra el FC Barcelona que es va suspendre a quatre minuts del final. Van presentar un escrit, ja que alguns dels seus jugadors no podien presentar-se per motius laborals però la reclamació no va ser atesa.